# Abraham Gottlob Werner
Abraham Gottlob Werner (ur. 25 września 1749 w Osiecznicy, zm. 30 czerwca 1817 w Dreźnie) – niemiecki geolog i mineralog.

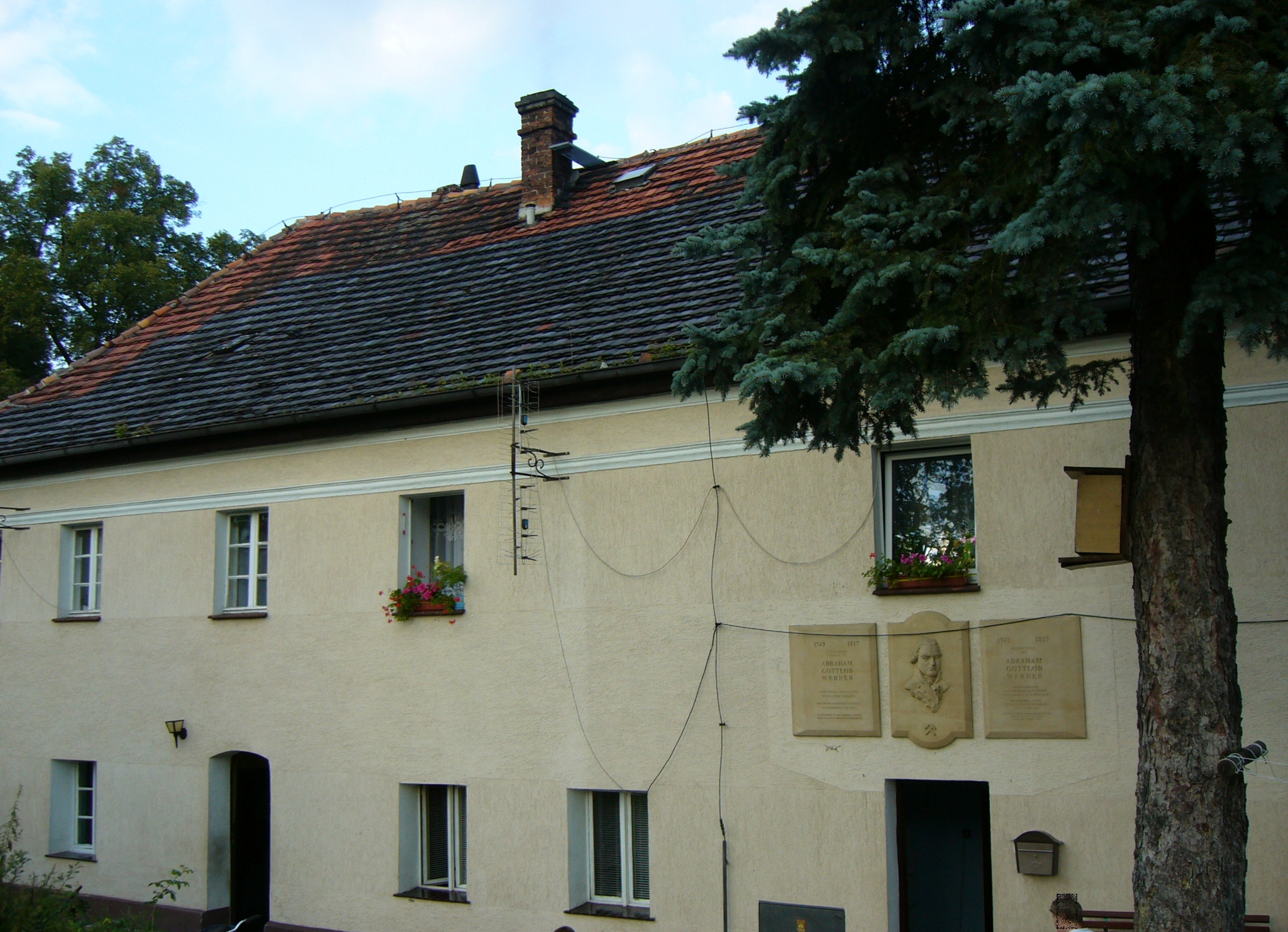
Dom urodzin A. G. Wernera

## Życiorys
Pochodził z rodziny górniczej. Początkowo wraz ze swym ojcem pracował w kopalniach rud żelaza w Osiecznicy i Lorzendorf. Wykształcony na Uniwersytecie w Lipsku. Stworzył wczesną nazwę geologii – geognozję. W 1775 został inspektorem i profesorem Akademii Górniczej we Freibergu. Do jego uczniów należeli między innymi: Franz von Baader, Friedrich Mohs, Alexander von Humboldt, Leopold von Buch i Ernst Friedrich von Schlotheim. Stworzył również teorię neptunizmu oraz systematykę minerałów opartą na ich cechach zewnętrznych. W 1812 został wybrany na zagranicznego członka Académie des Sciences. Abraham Gottlob Werner ugruntował swoją reputację dzięki krótkiej książce zatytułowanej Von den Äußerlichen Kennzeichen der Fossilien (wyd. 1774). 